# Forêt mixte du sud-est des États-Unis
Dans le sud-est des États-Unis, dans le bas-Mississippi, le sud des Appalaches et le nord de la Floride, se développent deux formations :
- la pinède où dix espèces de pin croissent favorisées par l'humidité, l'humus acide et le sable, ainsi que par la répétition des feux de défrichement. Si on s'abstient d'intervenir, après deux ou trois décennies on voit apparaître le liquidambar et le nyssa, puis dix ou 20 ans plus tard les chênes et le carya.

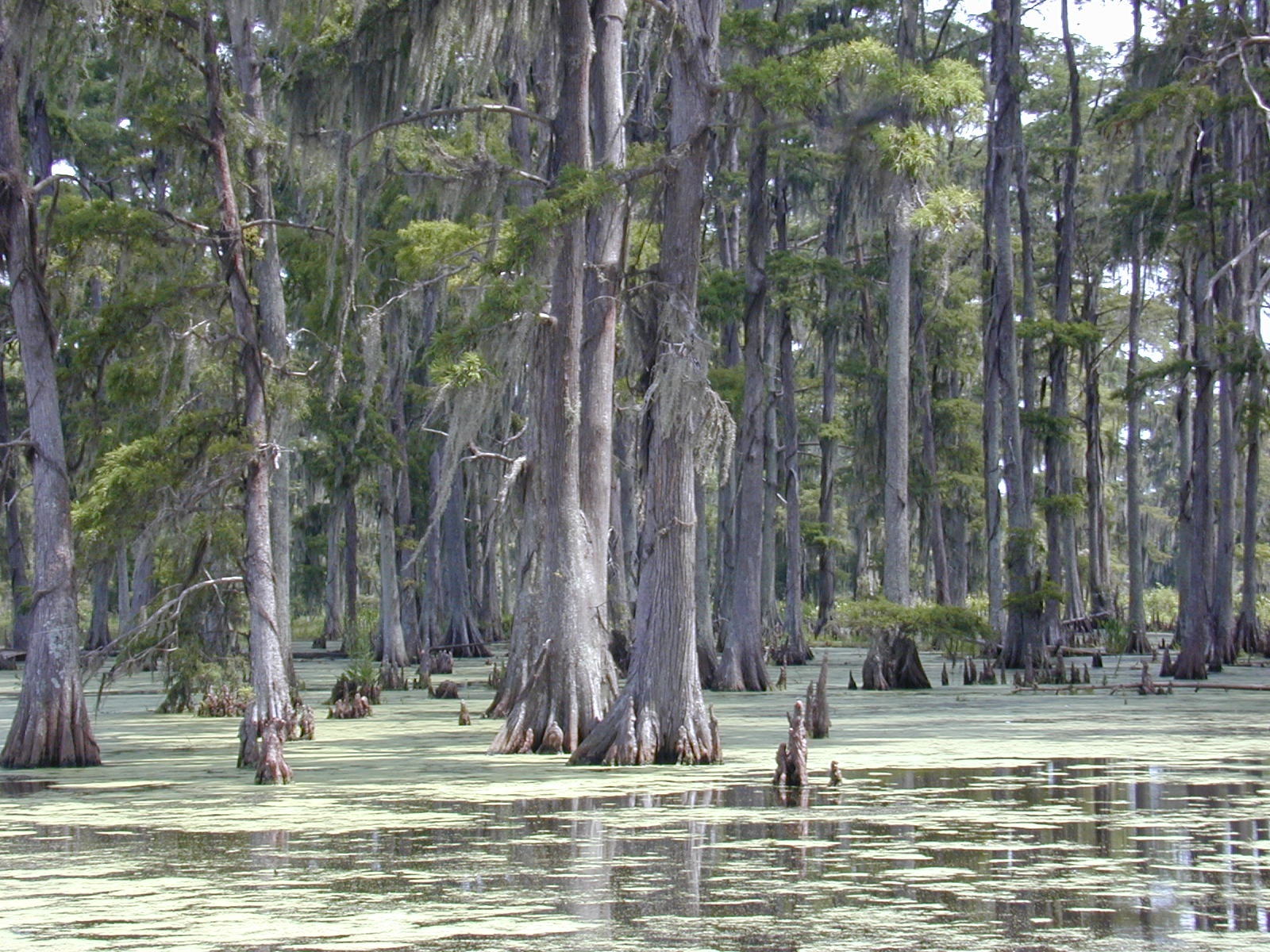
Forêt de cyprès avec leurs racines pneumatophores et mousse espagnole en Louisiane.

- la forêt de magnolias sur les terrains surélevés avec le magnolia, le houx, le chêne, le hêtre d'Amérique. En revanche, dans les parties basses marécageuses domine le cyprès chauve (Taxodium distichum), qui échappe à l'asphyxie grâce à ses racines aériennes (les pneumatophores) ; l'érable lui tient compagnie. Le tout est surchargé de plantes épiphytes comme la mousse espagnole (Tillandsia usneoides).